# Joseph Angélique Sébastien Regnault
Pour les articles homonymes, voir Regnault.
Joseph Angélique Sébastien Regnault, né le 18 mars 1776 à Nozeroy (Jura), mort en juillet 1823 à Seide (Syrie), est un ingénieur des Ponts et Chaussées français.

## Biographie
Élève de l'École polytechnique en 1794, il fait partie de l'expédition d'Égypte.
Il est nommé sous-directeur de la Monnaie.
Il est plus tard consul de France à Candie, puis en 1824 à Tripoli de Syrie.